# Rio Napotamarin
De Rio Napotamarin (Leontocebus nigricollis graellsi)  is een zoogdier uit de familie van de klauwaapjes (Callitrichidae). De wetenschappelijke naam van de soort werd voor het eerst geldig gepubliceerd door Jiménez de la Espada in 1870.

## Voorkomen
De soort komt voor in Colombia, Peru en Ecuador.